# Keizersplein
Het Keizersplein is een straat en een locatie te Aalst, het is een rechthoekig plein waarin zich een rechthoekig park bevindt met aan beide uiteindes een standbeeld. Aan de ene zijde koningin Astrid, aan de andere kant haar zoon, koning Boudewijn. Het plein is gelegen tussen de Korte Zoutstraat, de Nieuwstraat en een verbinding naar de Hopmarkt.

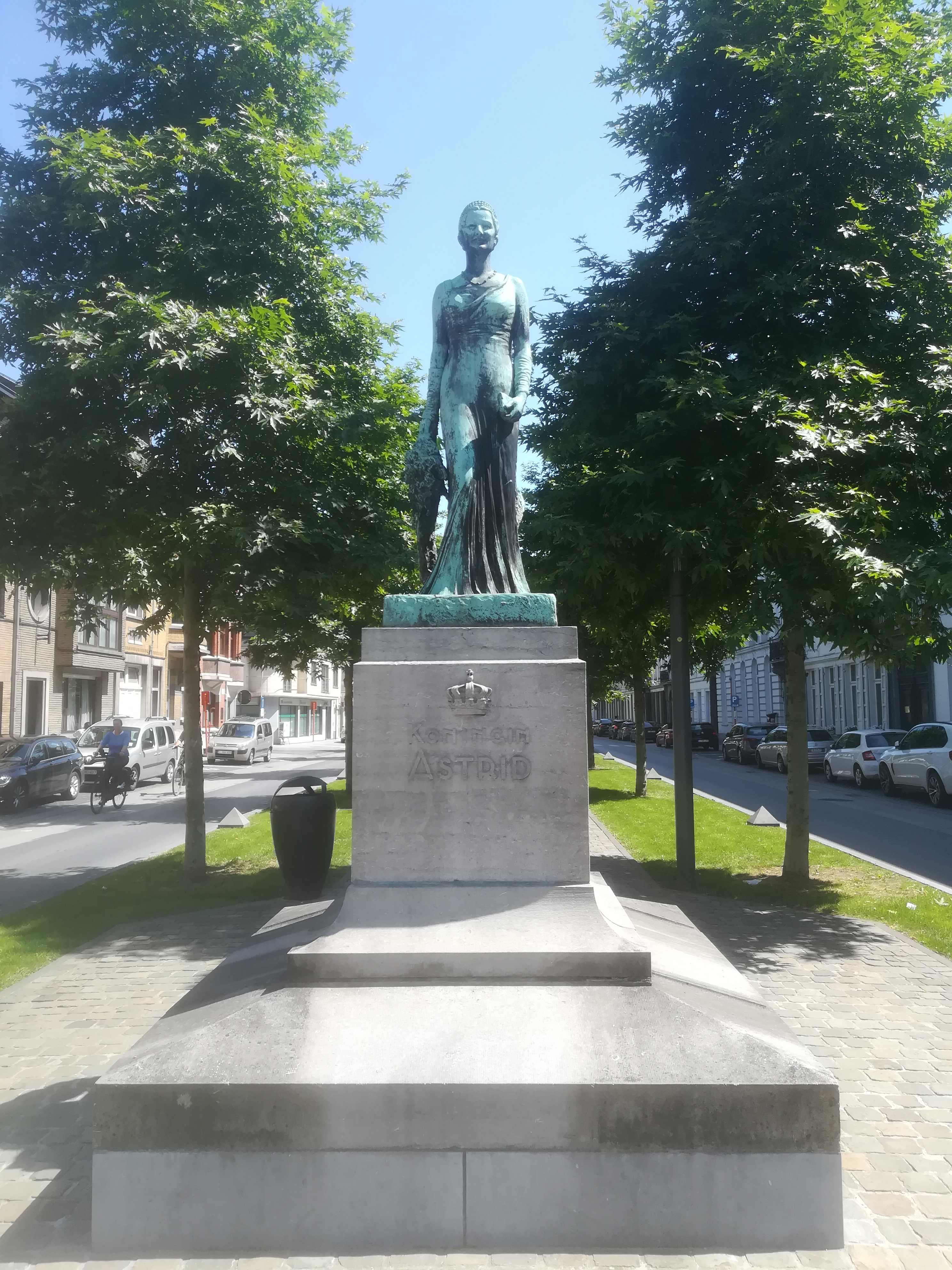
Standbeeld koningin Astrid, 2021.

## Geschiedenis

### Naamgeving
Oorspronkelijk de zogenaamde Kastanjevesten (vanaf 1752), totdat Napoleon Bonaparte hier een bezoek bracht in 1810. Nadien sprak men van het keizerlijke plein, en werd het dus het "Keizerlijke Plein" genoemd.

### Gebouwen en architectuur
De zuidelijke gevelwand van het plein is het meest authentiek alsook homogeen gebleven. Het geeft de evolutie van de bebouwing helder weer.

## Onroerend erfgoed
- Eclectisch hoekhuis, Keizersplein 2 (uit de 19de-20ste eeuw)
- Herenhuis met lijstgevel, Keizersplein 14 (uit de 19de eeuw)[3]
- Burgerhuis, Keizerplein 6[4]
- Burgerhuis, Keizersplein 46 (uit de 18de eeuw)[5]
- Burgerhuis, Keizersplein 45 (uit de 19de eeuw)[6]
- Burgerhuis, Keizersplein 43 (uit de 19de eeuw)[7]
- Classicistisch herenhuis, Keizersplein 49 (uit de 19de eeuw)[8]
- Classicistisch herenhuis, Keizerplein 33 (uit de 19de eeuw)[9]
- Eenheidsbebouwing van vier herenhuizen, Keizersplein 25-31 (uit de 18de eeuw)[10]
- Herenhuis, Keizersplein 41 (uit de 19de eeuw)[11]
- Herenhuis, Keizersplein 48[12]
- Herenhuis, Keizersplein 59-61 (uit de 19de eeuw)[13]
- Herenhuis, Keizersplein 57 (uit de 19de eeuw)[14]
- Herenhuis met paardenstallen, Keizersplein 65[15]
- Neoclassicistisch herenhuis, Keizersplein 37[16]
- Neoclassicistisch herenhuis, Keizersplein 35[17]
- Poort Hespenhandel, Keizersplein 16 (19de-eeuwse inrijpoort)[18]
- Reeks burgerhuizen, Keizersplein 3-17 (allemaal 19de-eeuws)[19]

Verdwenen erfgoed:
- Café de Drie Koningen, Keizersplein 24  (een 18de-eeuws hoekhuis)[20]

## Galerij

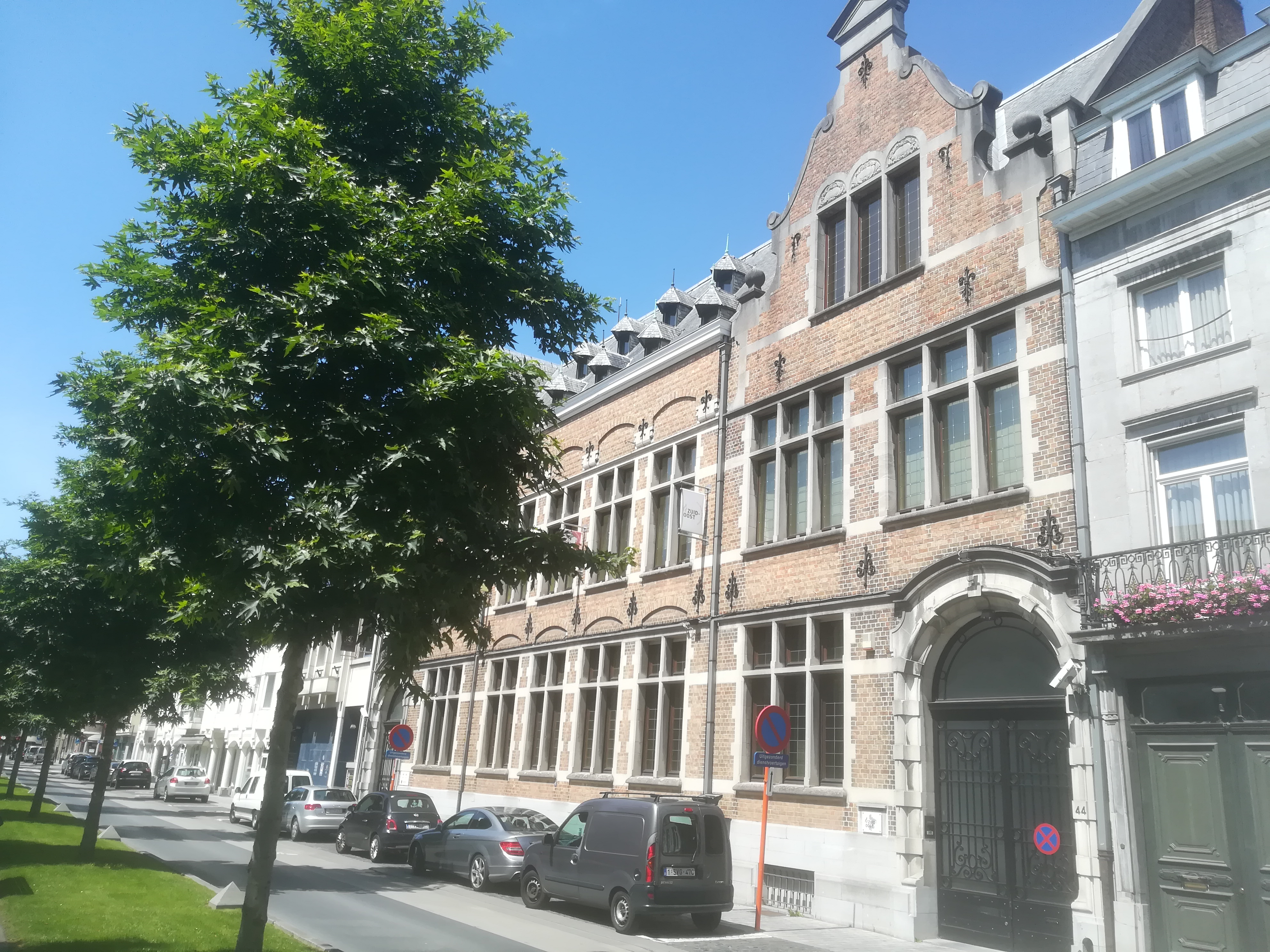
Keizersplein, nummer 44.
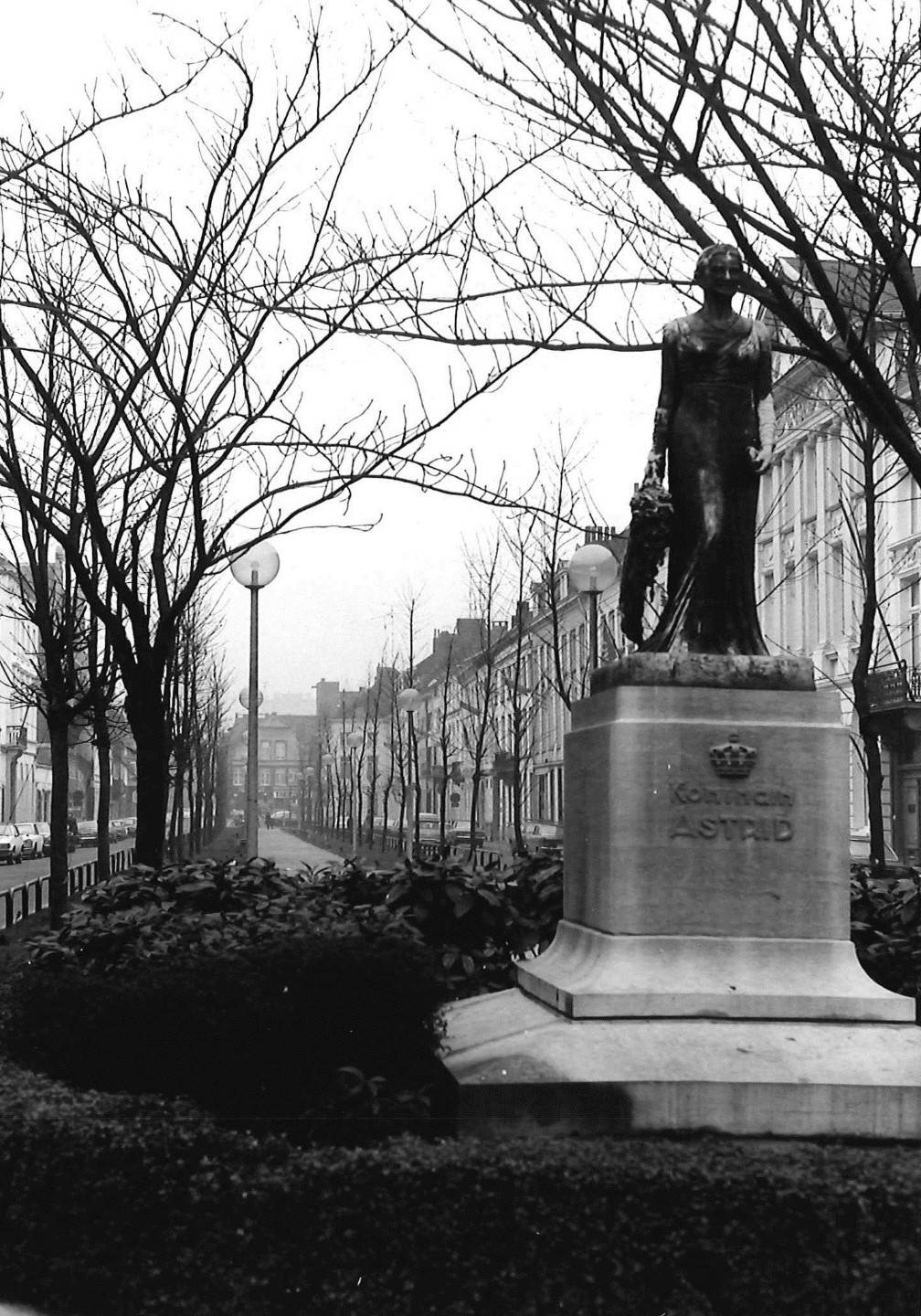
Standbeeld koningin Astrid, 1977.
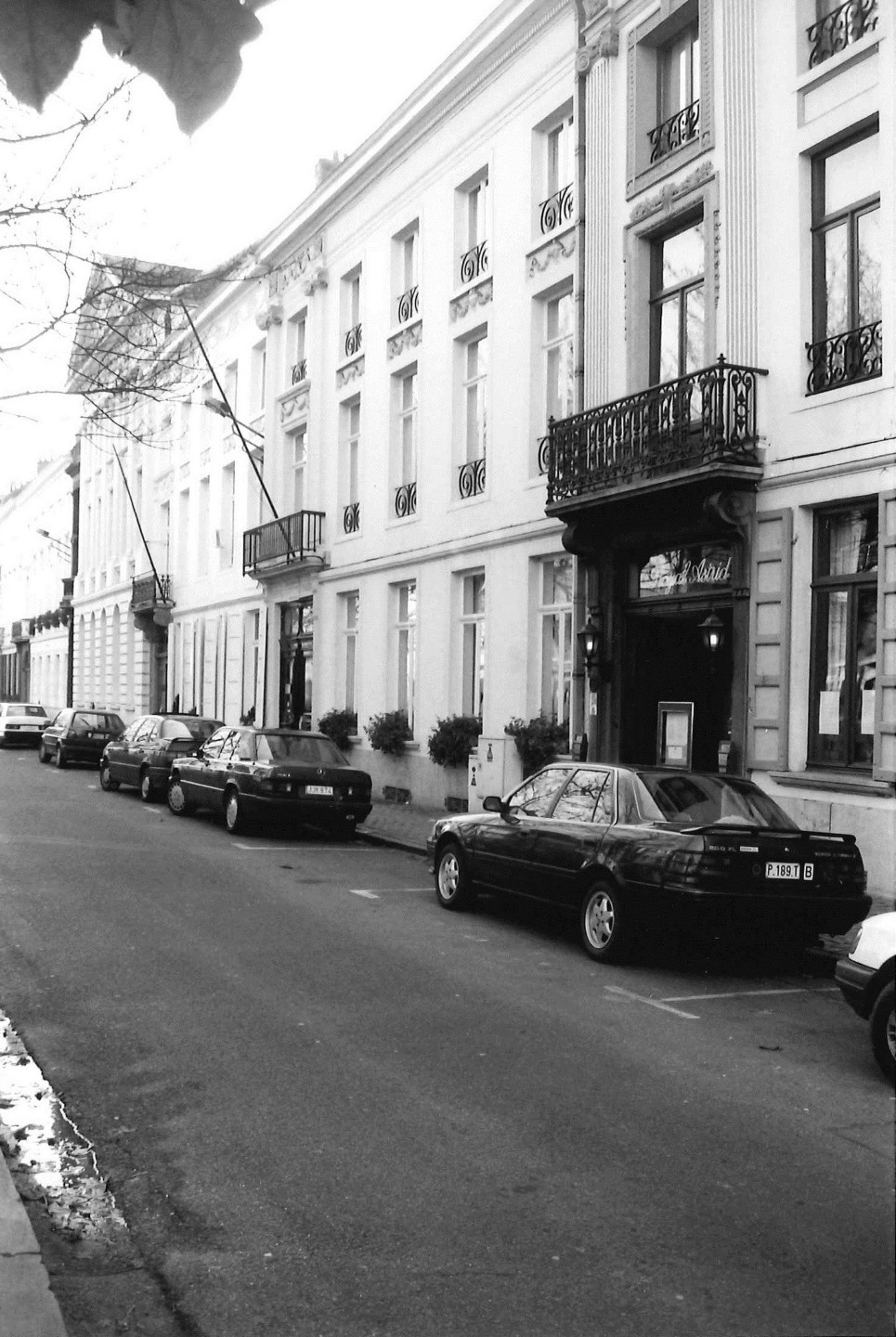
Nummer 27 tot 33, 1977.
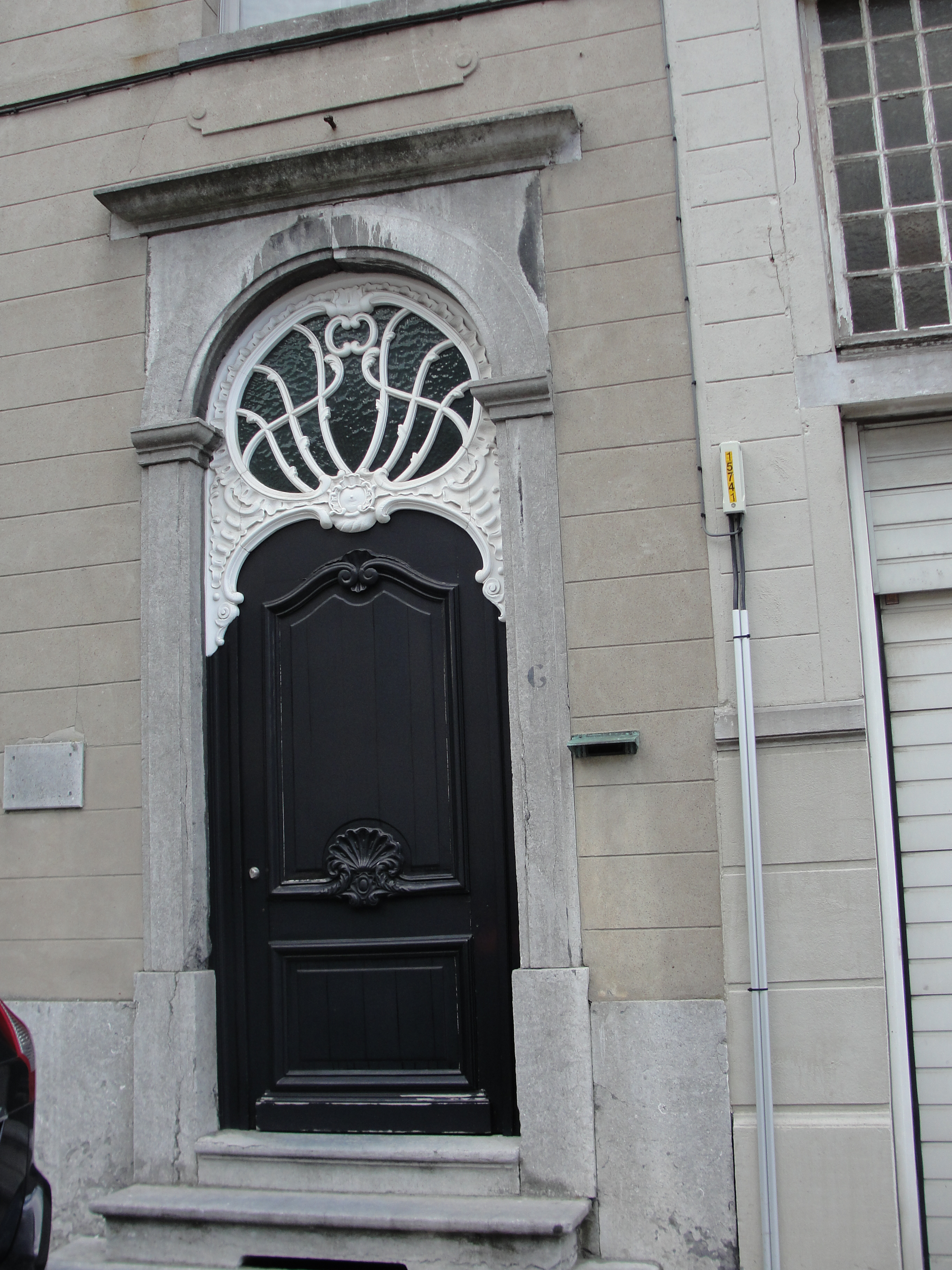
Burgerhuis, Keizersplein 6, neorococo deur.
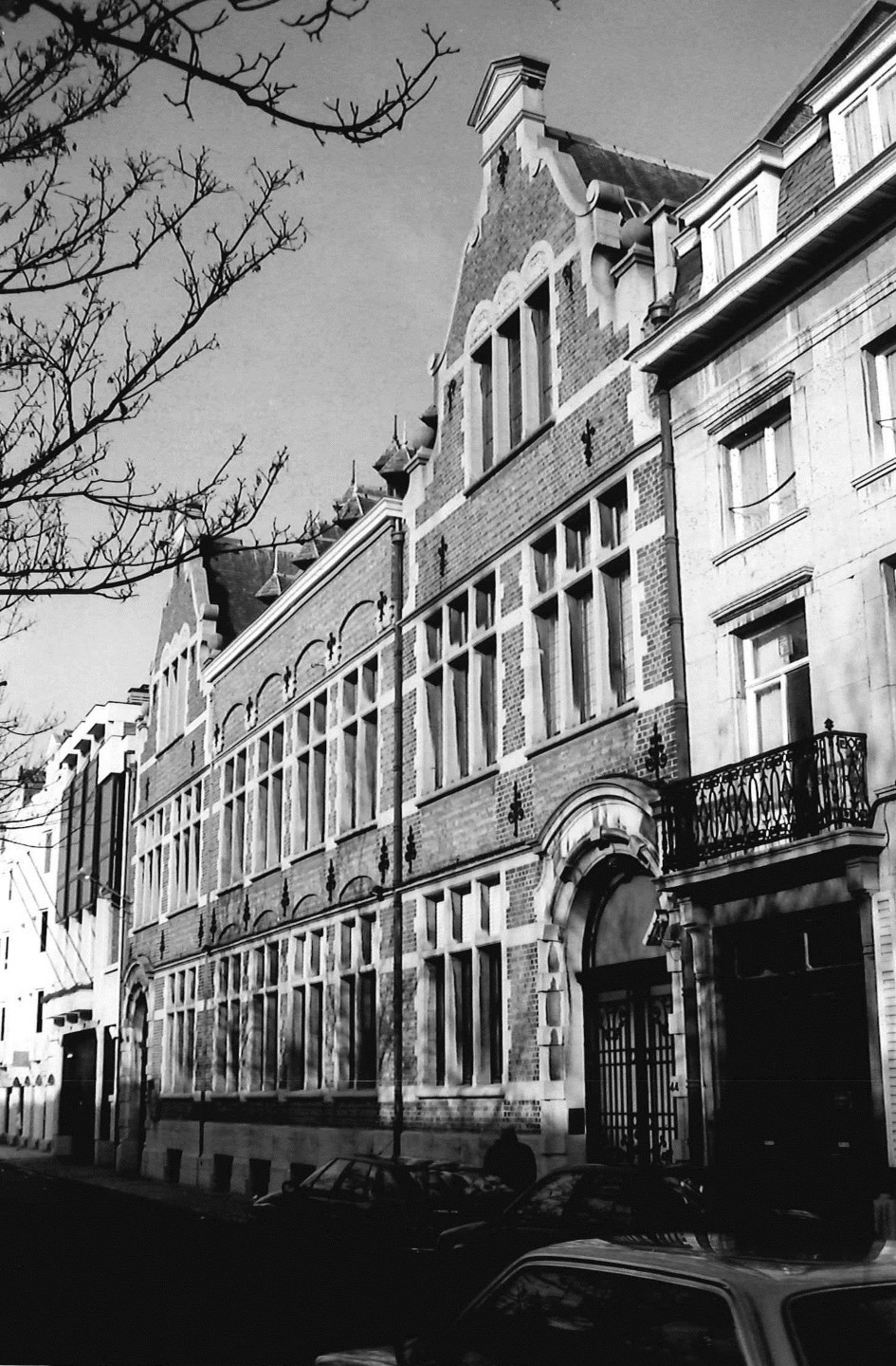
Keizersplein 42-44, 1993.
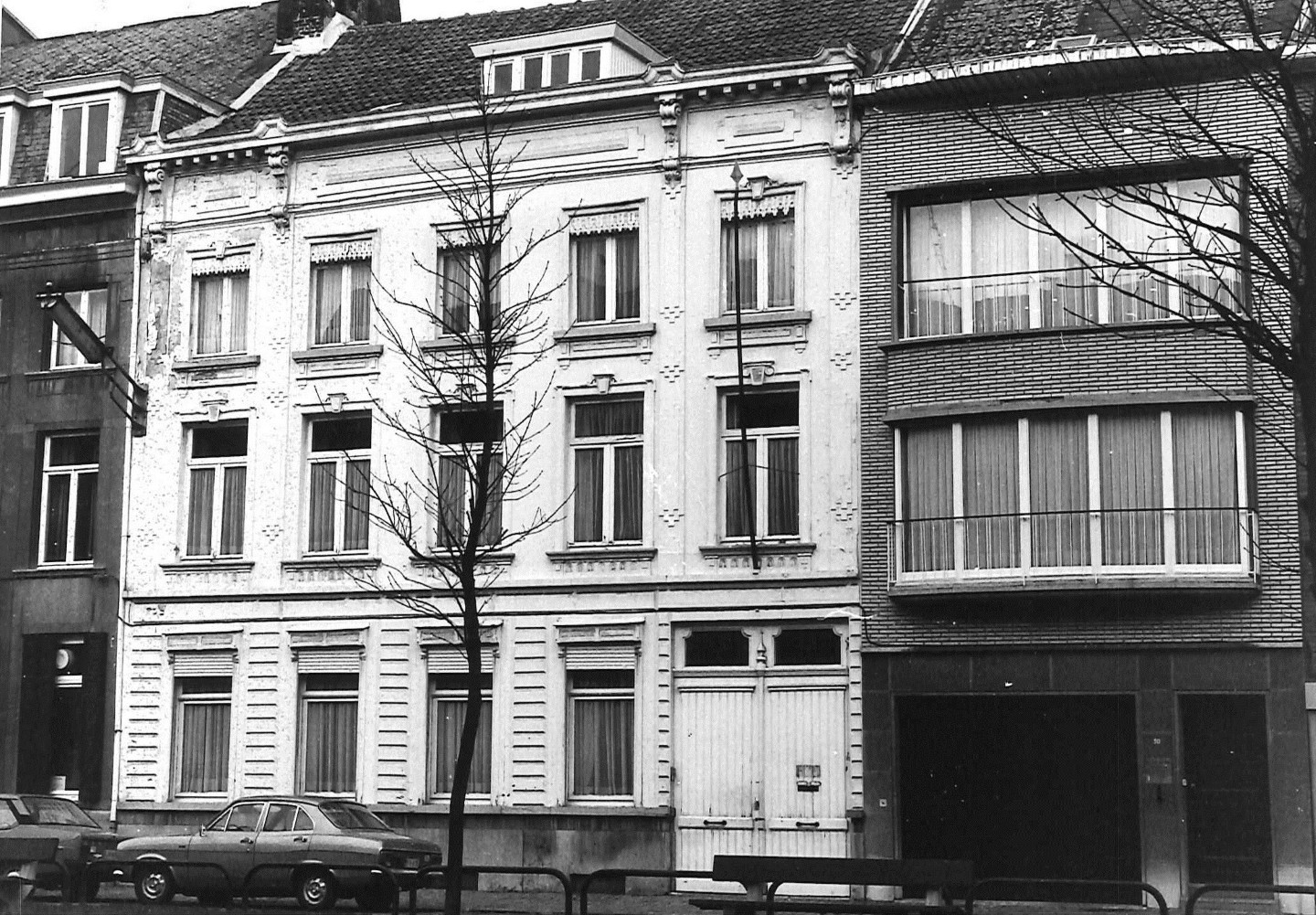
Keizersplein 48, 1977.